# Imitation (chanson)
Pour les articles homonymes, voir Imitation.
Singles de Yui Sakakibara
Eternal Destiny
(2005) Again
(2006)
Imitation est le 4esingle de Yui Sakakibara sorti sous le label LOVE×TRAX Office le 14 avril 2006 au Japon.
Imitation a été utilisé comme thème d'ouverture pour le jeu vidéo Imitation Lover et Feel comme fermeture. Imitation se trouve sur l'album Joker, les 4 chansons se trouvent sur la compilation LOVE×singles.

## Liste des titres
Toutes les paroles sont écrites par Yui Sakakibara.
| 1. | Imitation                | Hatade Yasutaka | 4:39 |
| 2. | Feel                     | Hatade Yasutaka | 5:31 |
| 3. | Imitation (Instrumental) | Hatade Yasutaka | 4:39 |
| 4. | Feel (Instrumental)      | Hatade Yasutaka | 5:28 |